# Hiromi Kawakami

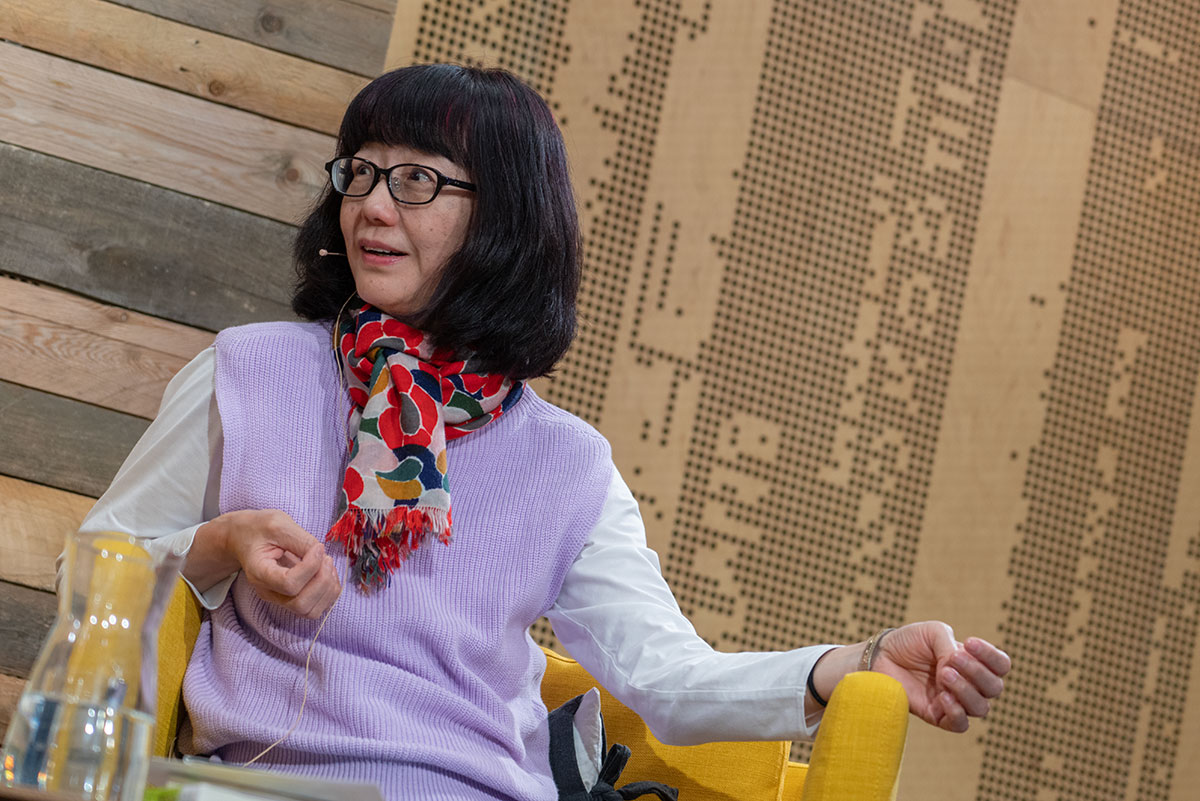
Hiromi Kawakami (2023)

Hiromi Kawakami (jap. 川上 弘美, Kawakami Hiromi); (* 1. April 1958 in der Präfektur Tokio als Hiromi Yamada (山田 弘美), Yamada Hiromi), ist eine der bekanntesten japanischen Schriftstellerinnen der Gegenwart. In der Anfangszeit schrieb sie Science Fiction.
Nach einem naturwissenschaftlichen Studium unterrichtete sie zunächst Biologie, bevor von ihr 1994 eine Sammlung von Kurzgeschichten unter dem Titel Kamisama (Gott) erschien.
Für Hebi o fumu erhielt sie 1996 den Akutagawa-Preis, 2000 für Oboreru den Itō-Sei-Literaturpreis und den Frauenliteraturpreis sowie 2001 für Sensei no kaban den Tanizaki-Jun’ichirō-Preis.

## Werke (Auswahl)
- Kamisama (神様), 1993
  - dt. „Der Bärengott“. In: Neue Rundschau 123(1), S. 20–33, S. Fischer Verlag, Frankfurt a. M. 2012, ISBN 978-3-10-809088-3 (Diese Übersetzung enthält die Originalfassung von 1993 sowie die von Hiromi Kawakami revidierte Fassung nach den Ereignissen in Fukushima 2011)
- Hebi o fumu (蛇を踏む), 1996
- Sensei no kaban (センセイの鞄), „Die Mappe des Lehrers“, 2000
  - dt. „Der Himmel ist blau, die Erde ist weiß. Eine Liebesgeschichte“. Roman, übersetzt von Ursula Gräfe und K. Nakayama-Ziegler, 2000, ISBN 978-3-446-20999-2.
  - Als Hörbuch in deutscher Sprache: Der Himmel ist blau, die Erde ist weiß. Eine Liebesgeschichte: Gelesen von Fritzi Haberlandt, Verlag Hörbuch Hamburg, Hamburg 2010, 4 CDs
  - Als Graphic Novel, umgesetzt von Jiro Taniguchi in 2 Bänden im Carlsen Verlag 2011, ISBN 978-3-551-75447-9 und ISBN 978-3-551-75448-6.
- Nishino Yukihiko no koi to bōken (ニシノユキヒコの恋と冒険), 2003
  - dt. "Die zehn Lieben des Nishino". Roman, übersetzt von U. Gräfe und K. Nakayama-Ziegler, Hanser Verlag, München 2018, ISBN 978-3-446-26169-3.
- Furudōgu nakano shōten  (古道具中野商店), 2005
  - dt. "Herr Nakano und die Frauen". Roman, übersetzt von U. Gräfe und K. Nakayama-Ziegler, Hanser Verlag, München 2009, ISBN 978-3-446-23274-7.
- Manazuru (真鶴), 2006
  - dt. „Am Meer ist es wärmer: Eine Liebesgeschichte“. Roman, übersetzt von U. Gräfe und K. Nakayama-Ziegler; Hanser Verlag, München 2010, ISBN 978-3-446-23553-3.
- Kazahana  (風花), 2008
  - dt. "Bis nächstes Jahr im Frühling". Roman, übersetzt von U. Gräfe und K. Nakayama-Ziegler; Hanser Verlag, München 2013, ISBN 978-3-446-24128-2.